# Viske tingslag
Viske tingslag var till 1948 ett tingslag i Hallands län i Hallands norra domsaga. Tingsplatsen var i Nyebro.
Tingslaget omfattade Viske härad. 
Tingslaget uppgick 1948 i Hallands norra domsagas tingslag.